# Aleksandr Borodjuk
Aleksandr Genrichovitj Borodjuk (ryska: Александр Генрихович Бородюк), född den 30 november 1962 i Voronezj, Sovjetunionen (nu Ryssland), är en rysk och tidigare sovjetisk före detta fotbollsspelare som med det Sovjetiska landslaget tog OS-guld vid de olympiska sommarspelen 1988 i Seoul.

### Webbkällor
- Denna artikel är helt eller delvis översatt från motsvarande artikel på engelska wikipedia.
- Sports-reference.com (engelska)
- Spelarprofil på RusTeam.permian.ru (ryska)
- Landslagsdata på rsssf.com